# Williamsburg County
Williamsburg County är ett administrativt område i delstaten South Carolina, USA. År 2010 hade countyt 34 423 invånare. Den administrativa huvudorten (county seat) är Kingstree.

## Geografi
Enligt United States Census Bureau har countyt en total area på 2 427 km². 2 419 km² av den arean är land och 8 km² är vatten.

### Angränsande countyn
- Florence County, South Carolina - nord
- Marion County, South Carolina - nordöst
- Georgetown County, South Carolina - sydöst
- Berkeley County, South Carolina - sydväst
- Clarendon County, South Carolina - väst

### Städer och samhällen
- Andrews (delvis i Georgetown County)
- Greeleyville
- Hemingway
- Kingstree (huvudort)
- Lane
- Stuckey